# Carlos Moreno (periodista)
Carlos Moreno Arribas (Madrid, 11 de febrero de 1974) conocido como El Pulpo, es un periodista radiofónico español que desde septiembre del 2006 hasta julio del 2015 dirigió el programa matutino "Buenos días pulpo" en Cadena 100 todos los fines de semana. Desde septiembre del 2015 dirige el programa Poniendo las calles de la Cadena COPE.

## Biografía
Carlos Moreno estudió en el colegio Valdeluz, de los Agustinos (Madrid). Hijo único, a los cinco años participó en la película de Torrebruno, Rocky Carambola. A los seis años, es elegido en un casting para ser uno de los integrantes del mítico quinteto Parchís.
Ya en el colegio, Carlos actuaba en todas las obras de teatro del colegio. Cuando contaba dieciséis años comenzó a animar fiestas, a ser relaciones públicas de discotecas en Madrid y a colaborar con agencias de grandes eventos. Con veinte años, era el DJ favorito de las Universidades de Madrid. Compaginó sus estudios de BUP con la cabina de “Scruffy”, un pequeño local de copas de tres plantas. El lleno era total desde las 6:30 de la tarde hasta las 5 de la madrugada. En 1995, José Antonio Abellán le propuso ser el productor de “La Jungla”, en Cadena 100. En menos de un año se convirtió en “el pulpo”. Más tarde, el mismo Pulpo y su compañero Whopper, se fueron hasta el Hotel Arts Barcelona para pedir el Premio Ondas al jurado que estaba allí otorgando los premios. Posteriormente dirigió diversos programas en diversas cadenas de televisión, como: Popular TV, Canal +, Telecinco, Antena 3; y grabó cuatro discos.
Graba su primer disco “Mi antología Volumen III” (hoy descatalogado). Diversas empresas le contratan para promocionar sus productos: Red Bull, Cruzcampo, Gallina Blanca, Wall Street Institute, Winston, Coronita, Marlboro, Coors, Pepsi y más de 150 fiestas por toda España.
En 1996 llegó a la televisión. En el programa de Telecinco, Vuelta y vuelta se le ocurrió cantar el gordo en el salón de la lotería el 22 de diciembre de 1996. En mayo del 2000 graba su segundo disco “Yo para hacerlo mal, no lo hago”. Se venden 30.000 copias y consigue entrar en el puesto dieicicho de la lista de Afive. Así llegan firmas por toda España, actuaciones por todos los sitios y la presentación de su disco en Madrid. En noviembre graba su tercer disco, pero como es época de navidades, su nuevo trabajo (“Me lo pido para Reyes del año que viene”) se compone de villancicos “modernizados”, los mismos de antaño pero con la tecnología actual.
El 30 de noviembre de 2000, el Pulpo se independiza de “La Jungla”, y forma en solitario, “El Megáfono”, es el 12 de enero de 2001. Un programa que se convierte en líder de audiencia en la franja de 12 a 2 de la madrugada, los viernes. Al cumplir su primer año en el aire, “El Megáfono” cambia de horario y comienza a emitirse el mismo día pero de 1:30 a 3:00 de la madrugada.
En el año 2001, “El Megáfono” recibe el premio “Programa de radio Revelación”, premio otorgado por Comeravasa (Corporación de Medios Radiofónicos Vascos”). En Santander, su programa agota las entradas en tres días para la discoteca “Malaspina”. En Logroño se agotan las entradas el mismo día en que se reparten en la emisora. En Murcia llena dos salas en dos semanas. En Madrid mete 5.000 personas en la Cubierta de Leganés con un espectáculo nuevo, “El Movidón del Pulpo”, que consiste en tres actuaciones en directo de grupos tales como La Cabra Mecánica, Maita Vende Ca, y Javi Cantero, con la animación y dirección del El Pulpo. En 2001 actúa en 116 fiestas.
En 2001 graba su cuarto disco “Dos toses y un aplauso”, superando las ventas previstas y firmando por toda España. Comienza a trabajar en la televisión de la mano de Popular TV perteneciente a La Cadena COPE, en la que comienza con entrevistas por la calle y luego se convierte en un espacio de treinta minutos denominado “El Megáfono”. El 7 de septiembre de 2002 inicia temporada de “El Megáfono” por Cadena 100. Se afianza en el su horario de los sábados de 10 a 12 de la noche y vuelve a superar la audiencia conseguida el año anterior. A esta temporada, se le suman los bolos por toda la geografía española.
En el verano de 2003 actúa en fiestas de pueblos y discotecas, y en todo lugar donde lo llamen y quepa él con su maleta. En algunas de esas actuaciones supera las 5.000 personas.
En 2006 presenta “Buenos días, Cadena100”, el primer gran despertador de la radio en fin de semana los sábados y domingos de 7 a 11 de la mañana.
Desde septiembre de 2015 dirige y presenta el programa diario Poniendo las Calles, emitido en la madrugada en la Cadena COPE. Ha creado una comunidad de oyentes llamados los Ponedores.
Anteriormente dirigió el programa ¡Buenos días, Pulpoǃ, escuchado por medio millón de oyentes en Cadena 100.
Carlos está  casado con Olga. El matrimonio tiene una hija, Carla, nacida el 5 de agosto de 2002.